# Weideklauwtjesmos
Weideklauwtjesmos (Hypnum pratense) is een soort uit het geslacht klauwtjesmos (Hypnum).
Het is een zeldzame soort van het Noordelijk Halfrond, die in basenrijke moerassen te vinden is.

## Etymologie en naamgeving
- Synoniem: Breidleria pratensis (Spruce) Loeske, Hypnum pseudo-pratense Kindberg, Stereodon pratensis (Spruce) Warnstorf

- Duits: Wiesen-Schlafmoos
- Engels: Meadow Feather Moss

De botanische naam Hypnum is afkomstig van de Oudgriekse mythologische figuur Hypnos, de personificatie van de slaap, omwille van het eertijdse gebruik van het mos als kussen- en matrasvulling. De soortaanduiding pratense komt uit het Latijn en betekent 'met betrekking tot weide'.

## Kenmerken
Weideklauwtjesmos is een mattenvormend slaapmos met liggende stengels, onregelmatig vertakt, de takken in een plat vlak liggend, zowel stengel als takken afgeplat bebladerd, zacht aanvoelend. De stengelblaadjes zijn bleekgroen tot bronskleurig, tot 3 mm lang, hol, gekromd, ei- tot lancetvormig, met een lange, tot een draad uitgerekte spits.
Weideklauwtjesmos is een tweehuizige plant, de mannelijke (antheridiën) en vrouwelijke (archegoniën) voortplantingsorganen ontstaan op verschillende planten.
Sporofyten zijn niet algemeen. Ze bestaat uit een tot 4 cm lange roodbruine steel of seta met aan de top een lichtbruine gebogen sporogoon of sporenkapsel, tot 2 mm lang.

## Ecologie
Weideklauwtjesmos is te vinden in basenrijke moerassen, zoals kalkmoerassen.

## Verspreiding
Weideklauwtjesmos komt voor in gematigde en koude streken van het noordelijk halfrond. In België zeer zeldzaam in de Oostkantons, in Nederland komt het niet voor.
... · H. andoi (bosklauwtjesmos) · H. cupressiforme (gesnaveld klauwtjesmos) · H. cupressiforme var. filiforme (hangend klauwtjesmos) · H. cupressiforme var. heseleri (kroezig klauwtjesmos) · H. cupressiforme var. lacunosum (duinklauwtjesmos) · H. cupressiforme var. resupinatum (zijdeklauwtjesmos) · H. cupressiforme var. tectorum (recht klauwtjesmos) · H. imponens (goudklauwtjesmos) · H. jutlandicum (heideklauwtjesmos) · H. pallescens (klein klauwtjesmos) · H. pratense (weideklauwtjesmos) · ...